# Prostor Soboljeva
Prostor Soboljeva je v matematični analizi normiran vektorski prostor. Norma je podana kot linearna kombinacija {\displaystyle L^{p}} norm šibkih odvodov. Posledično je prostor Banachov. Izbrana norma omogoča preverjanje tako regularnosti kot velikosti funkciji na prostoru. Največkrat se prostori Soboljeva uporabljajo v analizi parcialnih diferencialnih enačb in Fourierevi analizi. Uporabljajo se predvsem zato, ker se pogosto zgodi, da so rešitev parcialnih diferencialnih enačb šibke, torej niso povsem zvezne, in posledično del prostorov Soboljeva. Pojavljajo se pa tudi v harmonični, funkcionalni in numerični analizi.
Prostor je kot prvi uvedel ruski matematik Sergej Soboljev.

## Motivacija
Denimo, da je odvod funkcije {\displaystyle u}  na domeni {\displaystyle \Omega } samo šibek (močne oblike nima). Za odvod velja, da ni povsem zvezen, zato funkcija ni del {\displaystyle C^{1}(\Omega )}. O odvodu funkcije še vedno lahko govorimo v smislu distribucije oz. v šibkem smislu. Naj bo funkcija {\displaystyle h\in L_{loc}^{1}(\Omega )} šibek odvod funkcije {\displaystyle u}. Za šibek odvod velja sledeče{\displaystyle \int _{\Omega }u\phi '\,dx=u\phi |_{\partial \Omega }+\int _{\Omega }h\phi \,dx\qquad \forall \phi \in C_{0}^{\infty }(\Omega )}Funkciji {\displaystyle \phi } pravimo testna funkcija, izbrana je tako, da je {\displaystyle \phi =0} na {\displaystyle \partial \Omega }, zato se zgornji izraz poenostavi v{\displaystyle \int _{\Omega }u\phi 'dx=\int _{\Omega }h\phi \,dx}Posledično je naša funkcija {\displaystyle h} enolično definirana skoraj povsod in predstavlja šibek odvod, ki mora biti le integrabilen in merljiv. Sledeče lahko generaliziramo na poljuben {\displaystyle \alpha }-ti šibek odvod {\displaystyle v\in L_{loc}^{1}(\Omega )},{\displaystyle \int _{\Omega }D^{\alpha }\phi udx=(-1)^{|\alpha |}\int _{\Omega }\phi vdx}Naš šibek odvod mora biti lokalno integrabilen, zato ker mora biti integrabilen le na kompaktni podpori {\displaystyle \phi }.

## Formalna definicija
Prostor Soboljeva {\displaystyle W^{k,p}(\Omega )} je prostor funkciji, ki imajo {\displaystyle k} šibkih odvodov ({\displaystyle 1\leq p\leq \infty }). Potemtakem je to prostor funkciji, katerih šibki odvodi imajo kočno {\displaystyle L^{p}} normo{\displaystyle ||{D}^{\alpha }u||_{L^{p}(\Omega )}<\infty \quad \forall \alpha \leq k,}kjer {\displaystyle \alpha } predstavlja multi indeks oz. vse možne n-terice za tvorjenje odvoda{\displaystyle D^{\alpha }f={\frac {\partial ^{|\alpha |}f}{\partial x_{1}^{\alpha _{1}}\partial x_{2}^{\alpha _{2}}...\partial x_{n}^{\alpha _{n}}}}}Če povedano zapišemo v obliki množice, dobimo{\displaystyle W^{k,p}(\Omega )=\{u\in L^{p}(\Omega ):D^{\alpha }u\in L^{p}(\Omega ),\forall |\alpha |\leq k\}.}Obstaja več načinov za definicijo norme tovrstnega prostora, vendar se pogosto odločimo za sledečo{\displaystyle ||\cdot ||_{W^{k,p}(\Omega )}={\begin{cases}\left(\sum _{k\leq |\alpha |}||D^{\alpha }u||_{L^{p}(\Omega )}^{p}\right)^{\frac {1}{p}}\quad &\forall p<\infty \\\left(\sum _{k\leq |\alpha |}||D^{\alpha }u||_{L^{\infty }(\Omega )}\right)\quad &p=\infty \end{cases}}}Ob izbiri norme postane prostor Banachov, za {\displaystyle p<\infty } je tudi seperabilen. Za {\displaystyle p=2} je prostor Hilbertov, označimo ga z {\displaystyle H^{k}(\Omega )} ali {\displaystyle H_{0}^{k}(\Omega )}, če funkcije postanejo 0 na robu domene. Tak Hilbertov prostor je opremljen z normo {\displaystyle ||\cdot ||_{W^{k,2}(\Omega )}}, ki je pogosto tudi standardna norma Hilbertovih prostorov.